# Kanał Ducki
Kanał Ducki (dawniej Kanał Bartnicki) – kanał na Pojezierzu Iławskim; łączy jezioro Ruda Woda z jeziorem Bartężek; długość ok. 0,9 km.
Kanał Ducki jest atrakcyjny w turystyce wodnej, ponieważ wchodzi w skład zespołu wodnego Kanału Elbląskiego. Łodzie głębiej zanurzone oraz silnikowe powinny jednak zachować ostrożność, gdyż głębokość kanału spada miejscami poniżej 40 cm. Brzegi kanału są zalesione na całej długości, co podwyższa jego atrakcyjność krajobrazową. Na początku kanału od strony jeziora Ruda Woda, położony jest betonowy most na leśnej drodze wykorzystywanej głównie w gospodarce leśnej.
Zgodnie z Rozporządzeniem Rady Ministrów z 2002 r. ws. klasyfikacji śródlądowych dróg wodnych, kanał ma klasę żeglowną Ia.
Nazwa Kanał Ducki (Dutz Kanal, po polsku niegdyś także Kanał Duc) jest oryginalną nazwą kanału, stosowaną od jego powstania - używał jej już Georg Jacob Steenke, budowniczy Kanału Elbląskiego, a tym samym Duckiego. Nazwa "Bartnicki" została błędnie zapisana w zarządzeniu z 4 kwietnia 1950 r., a pochodziła od równie błędnej nazwy jeziora Bartężek, którego nazwę wtedy zapisano jako jezioro Bartnickie. Nazwę Kanał Ducki oficjalnie przywrócono rozporządzeniem Ministra Spraw Wewnętrznych i Administracji z 28 grudnia 2018 r. (Dz. U. z 2018 r., poz. 2447).